# Twatutia
Koordinaten: 25° 3′ N, 121° 31′ O
Twatutia bzw. Dadaocheng (chinesisch 大稻埕, Pinyin Dàdàochéng, W.-G. Ta-tao-ch'eng, Pe̍h-ōe-jī Toā-tiū-tiâⁿ, Twatutia) ist eine alte Siedlung in Taipeh, der Hauptstadt Taiwans. Die Gegend ist jetzt eingemeindet und bildet einen eigenständigen Ortsteil, gelegen im Stadtteil Datong.
Neben Twatutia gab es vor Taiwans japanischer Kolonialzeit zwei weitere Siedlungen im Gebiet des heutigen Taipeh: Mengjia (jetzt Wanhua) und Dalongdong.
Twatutia bedeutet „ein Platz für das Trocknen von Reis in der Sonne“. Vom Hörensagen ist bekannt, dass im Jahr 1853 viele Menschen aufgrund der bürgerkriegsähnlichen Auseinandersetzungen „Ding-Xia-Jiao-Pin (頂下郊拼)“ in Mengjia nach Dalongdong flohen, die Bewohner von Dalongdong diese aber nicht aufnehmen wollten, so dass sie weiter nach Dadaocheng flohen.
Weil sich die Transportbedingungen auf dem Danshui-Fluss verschlechterten, der Teemarkt sich aber erweiterte, wurde das Geschäftszentrum von Mengjia nach Twatutia verlegt, wo die internationalen Geschäfte in Taiwan abgewickelt wurden. Hier war das Zentrum in Nordtaiwan, bis der Wassertransport vom Landverkehr verdrängt wurde.